# Семустин
Семустин — цитостатический противоопухолевый химиотерапевтический лекарственный препарат из группы производных нитрозомочевины.
Семустин химически очень близок к ломустину и отличается от него только одной дополнительной метильной группой. Он был изъят с рынка в связи с обнаружением у него канцерогенных свойств. 